# Омега (моторная лодка)
«Омега» — стеклопластиковая моторная лодка, изготавливалась с 2000 года в санкт-петербургской фирме «Курс» по проекту конструктора Бориса Ершова. Лодка имеет комбинированные выпукло-килеватые обводы с продольными реданами и бортовыми спонсонами-брызгоотбойниками небольшого объёма, представлящие собой гибрид «глубокого V» и тримарана.
Прототипом корпуса «Омеги» был корпус моторной лодки «Дельта», удлинённый на 1,4 метра. Вместо рубки, отнимающей полезное пространство, использована широкая центральная консоль и большая кормовая дуга, трансформируемые при необходимости в тёплую рубку.
В свою очередь, «Омега» послужила прототипом для моторной лодки «Круиз» и лодки РИБ «Спрут» .
| Технические характеристики       | Показатели    |
| -------------------------------- | ------------- |
| Длина наибольшая, м              | 5,4           |
| Ширина наибольшая, м             | 2,1           |
| Ширина кокпита наибольшая, м     | 1,8           |
| Высота борта, м                  | 0,95          |
| Высота потолка (до тента), м     | 1,6           |
| Вес корпуса без двигателя), кг   | 350           |
| Пассажировместимость, чел.       | 5             |
| Грузоподъёмность, кг             | 700           |
| Рекомендуемая мощность ПМ, л. с. | 50–70         |
| Материал корпуса                 | стеклопластик |